# Поґожелець (Венґровський повіт)
Поґожелець (пол. Pogorzelec) — село в Польщі, у гміні Лохув Венґровського повіту Мазовецького воєводства.
Населення — 306 осіб (2011).
У 1975-1998 роках село належало до Седлецького воєводства.

## Демографія
Демографічна структура станом на 31 березня 2011 року:
|          | Загалом | Допрацездатний вік | Працездатний вік | Постпрацездатний вік |
| -------- | ------- | ------------------ | ---------------- | -------------------- |
| Чоловіки | 151     | 24                 | 104              | 23                   |
| Жінки    | 155     | 35                 | 81               | 39                   |
| Разом    | 306     | 59                 | 185              | 62                   |